# Corpuscles de Pacini
Els corpuscles de Pacini són un dels cinc tipus de mecanoreceptors que existeixen: en concret, són receptors sensorials de la pell que responen a les vibracions ràpides i la pressió mecànica profunda. Posseeixen una càpsula de teixit connectiu més desenvolupada i tenen diversos mil·límetres de longitud. Els corpuscles són el·lipsoidals i posseeixen una càpsula composta per nombroses capes de cèl·lules de teixit connectiu aplanades. Cada capa o làmina està separada de les altres per fibres de col·lagen i material amorf. La càpsula envolta un espai central. Cada corpuscle rep una fibra nerviosa gruixuda mielínica, que perd la seva beina de mielina i penetra la pell a l'espai central on també perd la seva beina de Schwann. L'axó nu recorre l'espai central sense ramificar-se i forma un engruiximent terminal.
Són receptors de ràpida adaptació que responen únicament a l'inici i final de la desviació mecànica, i a les vibracions d'alta freqüència.
Els corpuscles de Pacini es troben per exemple, en el teixit connectiu subcutani i en la dermis reticular i són especialment nombrosos a la mà i el peu. A més es troben en el periosti, les membranes interòssies, el mesenteri, el pàncrees i els òrgans sexuals. Envien informació sobre el moviment de les articulacions.

## Epònim
Filippo Pacini (1812-1883) va presentar en 1835 en la "Società mèdic-fisica" de Florència el seu descobriment dels corpuscles que ara porten el seu nom.